# Jewhen Krywoszejcew
Jewhen Jurijowycz Krywoszejcew (ukr. Євген Юрійович Кривошейцев; ur. 11 sierpnia 1969 w Odessie) – ukraiński wspinacz sportowy. Specjalizował się w prowadzeniu, we wspinaczce na czas oraz we wspinaczce lodowej. Wicemistrz świata we wspinaczce sportowej w konkurencji na czas z 1997 z Paryża.

## Kariera sportowa
W 1997 w Paryżu wywalczył tytuł wicemistrza świata we wspinaczce sportowej, w konkurencji na czas, w finale przegrał z Hiszpanem Danielem Andradą. W austriackim Innsbrucku w 1993 zdobył brązowy medal.
Wielokrotny uczestnik, prestiżowych, elitarnych zawodów wspinaczkowych Rock Master we włoskim Arco.

## Osiągnięcia

### Mistrzostwa świata
| Konkurencje  | 1993 | 1995 | 1997 | 1999 | 2001 | 2003 |
| Bouldering   | –    | –    | –    | –    | 18   | –    |
| Prowadzenie  | 43   | 16   | 36   | 18   | 36   | 38   |
| Wsp. na czas | 3    | 4    | 2    | 5    | 5    | 9    |

### Mistrzostwa Europy
| Konkurencje  | 1996 | 1998 | 2000 | 2002 |
| Prowadzenie  | 33   | 15   | –    | 13   |
| Wsp. na czas | 12   | 5    | 14   | 7    |

### Rock Master
| Konkurencje  | 1998 | 1999 | 2000 | 2001 | 2002 | 2003 |
| Prowadzenie  | 5-8  | 10   | 10   | 11   | –    | 11   |
| Wsp. na czas | –    | 5-8  | 6    | –    | 7    | –    |